# Biblioteca Națională a Australiei
Biblioteca Națională a Australiei este situată în Canberra, Australia.